# Гері Мюллер
Гері Мюллер (англ. Gary Muller; нар. 27 грудня 1964) — колишній південноафриканський тенісист.
Найвищу одиночну позицію світового рейтингу — 49 місце досяг 6 серпня 1990, парну — 7 місце — 15 листопада 1993 року.
Здобув 8 парних титулів.
Найвищим досягненням на турнірах Великого шолома були півфінали в парному розряді.
Завершив кар'єру 1997 року.

## Фінали за кар'єру

### Парний розряд (8–12)
| Результат | Ранг | Дата     | Турнір                               | Покриття   | Партнер       | Суперники                           | Рахунок       |
| --------- | ---- | -------- | ------------------------------------ | ---------- | ------------- | ----------------------------------- | ------------- |
| Перемога  | 1.   | Лип 1987 | Скенектаді, США                      | Тверде     | Гері Доннеллі | Бред Пірс Джим П'ю                  | 7–6, 6–2      |
| Поразка   | 1.   | Лис 1988 | Йоганнесбург, ПАР                    | Тверде (i) | Тім Вілкінсон | Кевін Каррен Девід Пейт             | 6–7, 4–6      |
| Перемога  | 2.   | Лип 1989 | Washington Open, США                 | Тверде     | Ніл Брод      | Джим Грабб Патрік Макінрой          | 6–7, 7–6, 6–4 |
| Поразка   | 2.   | Сер 1990 | Мастерс Цинциннаті, США              | Тверде     | Ніл Брод      | Даррен Кейгілл Марк Кратцманн       | 6–7, 2–6      |
| Поразка   | 3.   | Вер 1990 | Базель, Швейцарія                    | Тверде (i) | Ніл Брод      | Стефан Крюґер Хрісто ван Ренсбург   | 6–4, 6–7, 3–6 |
| Перемога  | 3.   | Жов 1990 | Тулуза, Франція                      | Тверде     | Ніл Брод      | Мікаель Мортенсен Міхіл Схаперс     | 7–6, 6–4      |
| Перемога  | 4.   | Лип 1991 | Гштад, Швейцарія                     | Ґрунт      | Дані Віссер   | Гі Форже Якоб Гласек                | 7–6, 6–4      |
| Перемога  | 5.   | Жов 1991 | Відень, Австрія                      | Килим (i)  | Андерс Яррід  | Якоб Гласек Патрік Макінрой         | 6–4, 7–5      |
| Поразка   | 4.   | Лют 1992 | Мемфіс, США                          | Тверде (i) | Кевін Каррен  | Тодд Вудбрідж Марк Вудфорд          | 5–7, 6–4, 6–7 |
| Перемога  | 6.   | Кві 1992 | Сеул, Південна Корея                 | Тверде     | Кевін Каррен  | Келле Евернден Бред Пірс            | 7–6, 6–4      |
| Поразка   | 5.   | Кві 1993 | Сеул, Південна Корея                 | Тверде     | Ніл Брод      | Ян Апелль Петер Нюборґ              | 7–5, 6–7, 2–6 |
| Поразка   | 6.   | Чер 1993 | Лондон/Queen's Club, Велика Британія | Трава      | Ніл Брод      | Тодд Вудбрідж Марк Вудфорд          | 7–6, 3–6, 4–6 |
| Поразка   | 7.   | Лип 1993 | Штутгарт, Німеччина                  | Ґрунт      | Піт Норвал    | Том Нейссен Цирил Сук               | 6–7, 3–6      |
| Перемога  | 7.   | Жов 1993 | Ліон, Франція                        | Килим (i)  | Дані Віссер   | Джон-Лаффньє де Ягер Стефан Крюґер  | 6–3, 7–6      |
| Поразка   | 8.   | Жов 1993 | Стокгольм, Швеція                    | Килим (i)  | Дані Віссер   | Тодд Вудбрідж Марк Вудфорд          | 1–6, 6–3, 2–6 |
| Поразка   | 9.   | Чер 1994 | Галле, Німеччина                     | Трава      | Анрі Леконт   | Олів'є Делетр Гі Форже              | 4–6, 7–6, 4–6 |
| Поразка   | 10.  | Жов 1994 | Острава, Чехія                       | Килим      | Піт Норвал    | Мартін Дамм Карел Новачек           | 4–6, 6–1, 3–6 |
| Поразка   | 11.  | Бер 1995 | Індіан-Веллс, США                    | Тверде     | Піт Норвал    | Томмі Го Бретт Стівен               | 4–6, 6–7      |
| Поразка   | 12.  | Жов 1996 | Пекін, КНР                           | Тверде (i) | Патрік Кюнен  | Мартін Дамм Андрій Ольховський      | 4–6, 5–7      |
| Перемога  | 8.   | Лют 1997 | Сан-Хосе, США                        | Тверде (i) | Браян Макфі   | Марк Ноулз (тенісист) Деніел Нестор | 4–6, 7–6, 7–5 |